# اخراج یهودیان از انگلستان
| این مقاله قسمتی از سری مقاله‌های مربوط به تاریخ یهودیان در انگلستان |
| تاریخ اولیه (۱۰۶۶-۱۲۰۰)                                            |
| اساس‌نامه یهودیت (۱۲۷۵)                                             |
| اخراج یهودیان از انگلستان (۱۲۹۰)                                   |
| بازگشت (۱۶۵۵)                                                      |
| مارانوها در انگلستان                                               |
| قانون تابعیت یهودی ۱۷۵۳                                            |
| تاثیرات                                                            |
| رهایی                                                              |
| ادیبات اولیه                                                       |
| چوت‌ها                                                              |
| مرتبط                                                              |
| یهودیان بریتانیا • فهرست                                           |
| تاریخ یهودیان در ایرلند                                            |
| تاریخ یهودیان در اسکاتلند                                          |
| تاریخ یهودیان در ولز                                               |
|                                                                    |
| نمایش بحث ویرایش                                                   |

این مقاله درباره فرمان اخراج یهودیان از انگلستان، داده شده توسط ادوارد اول انگلستان، در سال ۱۲۹۰ است، این فرمان باعث خارج شدن تمامی یهودیان انگلستان شد.  برای اطلاعات مربوط به اخراج یهودیان از اسپانیا به فرمان الحمرا رجوع کنید.  برای دیدن موارد تاریخی دیگر در مورد اخراج یهودیان از خانه‌هایشان به پناهجویان یهودی مراجعه کنید.
در سال ۱۲۹۰، پادشاه انگلستان، ادوارد اول فرمانی مبنی بر اخراج تمامی یهودیان انگلستان را صادر کرد. این پیمان در تمامی دوران قرون وسطی، حدود ۳۵۰ سال پابرجا بود. در سال ۱۶۵۶ این قرارداد ملغی گشت. این فرمان تصادفی نبود و بر اساس یک سابقهٔ تاریخی ۲۰۰ سالهٔ زدوخورد در مورد ربا به وجود آمده بود.

## ایجاد شدن شرایط اخراج
یهودیان برای اولین بار در سال ۱۰۶۶ به همراه ویلیام پیروز به انگلستان آمدند. در فتح انگلستان، ویلیام سیستمی فئودالی برقرار کرد. در این سیستم تمامی املاک به تاج و تخت شاهی تعلق می‌گرفت. پادشاه برای هر یک از این اموال لردی را تعیین می‌کرد که باید در مورد امور مالی و نظامی به شاه گزارش می‌داد. زیر نظر لردها نیز افرادی خدمت می‌کردند که تحت امر لرد مورد نظر بودند. بازرگانان، مانند یهودیان دارای وضعیت ویژه‌ای بودند. یهودیان بر خلاف بقیه جمعیت، تحت امر مستقیم پادشاه قرار گرفته بودند. این برای آن‌ها موهبتی بود، چون دیگر با لردها سرکار نداشتند و فقط به پادشاه پاسخگو بودند. هر شاه پی‌درپی به‌طور رسمی با بررسی منشور سلطنتی به یهودیان اعطای حق اقامت در انگلستان می‌داد. یهودیان از امکانات منشور کبیر برخوردار نبودند.
از لحاظ اقتصادی یهودیان نقش بزرگی را در کشور ایفا می‌کردند. کلسیا در آن زمان با ربا، دادن پول به صورت قرضی با سود مخالف بود. این در اروپا یک خلاء اقتصادی ایجاد کرد که یهودیان تنها قادر به پر کردن آن بودند.(قانون شرع برای یهودیان در نظر نگرفته شده بود و یهودیت اجازهٔ دادن وام با بهره را به یهودیان و غیر یهودیان می‌دهد.) در نتیجهٔ همین امر یهودیان بسیاری، ثروتمند شدند. پادشاه هم با این حال از موقعیت خود نهایت استفاده را می‌برد و مالیات‌های سنگینی به افراد تحت امر مستقیم خود (یهودیان) می‌بست. او مالیات‌های سنگینی برای یهودیان وضع کرده بود، بدون اینکه با پارلمان مشورت کند. جامعهٔ یهودیان در واقع فیلتری مالی بودند که سود وام را از مردم جمع‌آوری می‌کردند و سپس با پرداخت مالیات در اختیار پادشاه قرار می‌دادند.
در این بین یهودیان هم در کلیسا و هم در بین مردم عادی منفور می‌شدند. یهودستیزی در اروپا در حال گسترش بود، انگلستان قرون وسطی نیز یهودی‌ستیز بود. تصویری از یهودیان به عنوان یکی از چهره‌های شیطان که از مسیحیان متنفرند، گسترش یافت، و اسطوره‌های یهودستیزانه مثل یهودی سرگردان که از آیین‌های قتل نشات گرفته بود و در سراسر انگلستان، ولز و اسکاتلند گسترش یافته بود، به وجود آمد. در موارد مکرر به افترای خون اشاره می‌شد، اینکه یهودیان به شکار کودکان و استفاده از خون آن‌ها در ماتزا متهم می‌شدند. یهودی‌ستیزی شورش‌های زیادی را در پی خود داشت که باعث کشته‌شدن یهودیان بسیاری شد. از معروف‌ترین آن‌ها می‌توان به کشتار ۱۰۰ یهودی در شهر یورک در سال ۱۱۹۰ اشاره کرد.

## اخراج

اخراج یهودیان در اروپا۱۱۰۰-۱۶۰۰.

با آمدن قرن ۱۳ اوضاع برای یهودیان بدتر شد. در سال ۱۲۱۸، انگلستان اولین کشوری در اروپا بود که یهودیان را مجبور به پوشیدن نشان کرد. مالیات به‌طور فزاینده‌ای افزایش یافت. بین سال‌های ۱۲۱۹ و ۱۲۷۲، ۴۹ نوع مالیات بر یهودیان وارد شد، که مجموع آن حدود ۲۰۰۰۰۰ مارک، پول هنگفتی می‌شد. اولین گام اصلی برای اخراج یهودیان در سال ۱۲۷۵ و با اجرای اساس‌نامه یهودیت برداشته شد. این قانون ربا را ممنوع اعلام کرد و به یهودیان ۱۵ سال مهلت داد تا خود را با شرایط کنونی سازگار کنند. با جو ضد یهودی موجود، ورود آن‌ها به کشاورزی و بازرگانی نیز آسان نبود.
در حالی که مقام دوک گاسکنی را ادوارد در دست داشت، یهودیان محلی را مجبور به ترک خانه‌های خود کرد. تمامی اموال آن‌ها به پادشاه تعلق گرفت و تمام بهره‌های وام‌های آن‌ها به نام پادشاه نوشته شد. این نشانه‌ای از وقایع تلخ آینده بود. نظرات شخصی ادوارد در مورد یهودیان بسیار پر رمز و راز است. در مواقعی که او با یهودیان مرواده دارد، به نظر علاقه‌مند، ولی نامهربان می‌رسد. با این همه مادر او، به احتمال زیاد ضدصهیون بوده‌است. هر احساس شخصی که بر وی قالب بود، پس از بازگشت به انگلستان در سال ۱۲۸۹، ادوارد زیر قرض‌های سنگینی بود. در تابستان سال بعد او شوالیه‌های خود را مجبور به پرداخت مالیات کرد. او برای اینکه موافقت آن‌ها را برای این امر جلب کند، به آن‌ها قول داد در عوض همهٔ یهودیان را اخراج کند. مالیات سنگین به تصویب رسید و سه روز پس از آن در روز ۱۸ ژوئیه، فرمان اخراج یهودیان انتشار یافت. یکی از دلایل رسمی ذکر شده در آن این بود که یهودیان اساس‌نامه یهودیت را به درستی اجرا نکردند. فرمان اخراج بسیار مورد علاقهٔ عموم واقع شد و مقاومت اندکی در مقابل آن صورت گرفت. این اخراج به سرعت صورت گرفت.
جمعیت یهودی در انگلستان آن زمان، نسبتاً کوچک بود. برآورد جمعیتی که انجام شده بود، به جمعیتی بالغ بر ۳۰۰۰ نفر که کمتر از ۱٪ کل جمعیت انگلستان بود اشاره می‌کند. روند اخراج رفت آرام بود، گرچه داستان‌های ناگواری نیز وجود دارند. در یکی از این داستان‌ها اشاره شده‌است: کاپیتان کشتی پر از یهودیان به سوی رودخانه تیمز، آن‌ها را در زمان جز و مد متقاعد می‌کند که از کشتی پیاده شوند و با او به ساحل قدم بگذارند. سپس او آن‌ها درجای سرگردان کرده و خود بازگشته و سوار کشتی می‌شود. با آمدن موج‌ها به ساحل تمامی یهودیان غرق می‌شوند.  داستان‌های دیگر به کشته شدن یا به سرقت رفتن اموال یهودیان اشاره دارد. ولی آنطور که به نظر می‌رسد بیشتر آن‌ها توانسته‌اند از کانال عبور کنند.
آن‌ها به کشورهایی مانند لهستان مهاجرت کردند، که با توجه به قوانین حفاظت می‌شدند.

## دوره میانی
بین اخراج یهودیان در سال ۱۲۹۰ تا بازگشت آن‌ها در سال ۱۶۵۵ هیچ منبع رسمی ازحضور آن‌ها در خاک انگلستان در دسترس نیست. تنها چیزی که می‌توان اشاره کرد رابطهٔ آن‌ها با دموس کانورسورم است که تعدادی از آن‌ها را تا سال ۱۵۵۱ و حتی پس از آن در خود جای داده بود. تلاشی برای برداشتن این فرمان در سال ۱۳۱۰ انجام گرفت، ولی ثمری نداشت. البته تعدادی از آن‌ها هم به نظر می‌رسد که بازگشتند. از آنجا که تعدادی از شکایت‌ها به پادشاه وارد می‌شد به رابطهٔ او با تاجرین (لومبارد) یهودی مربوط می‌گشت.("Rot Parl." ii. 332a).
گاهی اوقات اجازهٔ ورود به انگلستان برای یهودیان صادر می‌شد، مانند مورد دکتر الیاس سابوت در سال ۱۴۱۰، ولی این اجازه‌ها تا ۱۴۹۲ زمان اخراج یهودیان از اسپانیا و ۱۴۹۷ زمان اخراج آن‌ها از پرتغال و پناهنده شدن تعدادی از یهودی‌های سفاردیک به انگلستان همه‌گیر نشده بود. در سال ۱۵۴۲ تعداد زیادی از افراد با احتمال بر یهودی بودن دستگیر شدند، در طول صده ۱۶ام تعداد از افراد در انگلستان دارای نام فامیل لوپز بودند، که مشهورترین آن‌ها رودریگو لوپز فیزیک‌دان ملکه الیزابت بوده‌است، که گفته می‌شود اصلیتی شلوک داشته‌است. علاوه بر این‌ها، در کنار کانورت‌هایی مانند امانوئل تریملیوس و فیلیپ فردیناند، معروف‌ترین بازدیدکننده یوآخیم گاونسه بوده‌است که کار در معدن را با خود به انگلستان آورد. بازدیدکنندگانی، مانند آلونزو د هرا و سیمون پالاچه در سال ۱۶۱۴، نیز ثبت شده‌است. نوشته‌های جان ویمز به دیدگاه‌های مثبت بازگشت یهودیان به انگلستان اشاره دارد.

## یادداشت ها
1. ↑  Paul Johnson, A History of the Jews , p.208
2. ↑   (Glassman 1975، ص. 14) .
3. 1 2   (Rubenstein 1996، ص. 36) .
4. ↑   (Parkes 1976، ص. 303) .
5. 1 2   (Rubenstein 1996، ص. 37) .
6. ↑   (Glassman 1975، ص. 17) .
7. 1 2   (Rubenstein 1996، ص. 39) .
8. ↑   (Glassman 1975، ص. 16) .
9. ↑   (Prestwich 1997، ص. 345) .
10. ↑   (Prestwich 1997، ص. 306) .
11. 1 2   (Prestwich 1997، ص. 346) .
12. ↑   (Prestwich 1997، ص. 307) .
13. ↑   (Prestwich 1997، ص. 343) .
14. ↑   (Prestwich 1997، ص. 344) .

## بیشتر بخوانید
- R.R. Mundill (1998), England's Jewish Solution: Experiment and Expulsion, 1262–1290. Cambridge University Press ISBN 0-521-52026-6 (also, review and author response)